# 1731 Smuts
Az 1731 Smuts (ideiglenes jelöléssel 1948 PH) a Naprendszer kisbolygóövében található aszteroida. Ernest Leonard Johnson fedezte fel 1948. augusztus 9-én, Johannesburgban.